# Ioann Rakovský
Ioann Rakovský (rusínsky Іоанн Раковский, 5. března 1815 Stavne – 3. prosince 1885 Iza) byl rusínský novinář, lingvistik, učitel, buditel a řeckokatolický kněz. Ioann byl jedním z nejvýznamnějších rusínských novinářů, sám psal články do novin Svět, Nový Svět, Sova a Východ. Také byl redaktorem časopisu Zemský vládní časopis dle království Uherského a Církevní noviny. Ioann, i přes své řeckokatolické vzdělání, propagoval konverzi rusínského obyvatelstva z řeckokatolické církve na pravoslavnou. 

## Život
Ioann Rakovský se narodil 5. března 1815 v obci Stavne. Jeho otec byl župní notář. V roce 1824 šel studovat na užhorodské gymnázium a také dva roky studoval na právnické akademii v Košicích. Své řeckokatolické vzdělání získal na Užhorodském teologickém lyceu. V roce 1836 byl přidělen na biskupský úřad, kde působil dva roky, poté v roce 1839 byl vysvěcen na kněze a dobrovolně zůstal v celibátu. Převzal farnost v obci Vyšná Rybnica, kde sloužil 5 let, než odešel do Užhorodu, kde se stal učitelem na teologickém lyceu.
V roce 1859 převzal farnost v obci Iza a zde vyučoval místní obyvatele číst a psát rusky a propagoval pravoslavné náboženské obřady. Po jeho smrti začalo obyvatelstvo obce konvertovat na pravoslavné křesťanství, což vyústilo ve tři soudní procesy (Maramorošskosihoťské procesy a proces s bratry Gerovskými) a náboženské represe.
Ioann Rakovský zemřel 3. prosince 1885 v obci Iza. Jeho smrt vyvolala ve společnosti velký rozruch a mnozí věřili, že byl otráven. Ke konci života byl předvolán k výslechu řeckokatolickou diecézní správou, kde byl přesvědčován, aby zanechal své rusofilské a pravoslavné činnosti. Jelikož Rakovský neustoupil, byl nahlášen na ministerstvo kultu a vyučování, kam se musel na předvolání dostavit. V reakci na předvolání se rozhodl Ioann Rakovský utéct do Ruska. Jeho útěku si všimlo pouze pár svědků, kde nebylo možné verifikovat pravdivost jejich tvrzení a tak není známa jeho příčina smrti.

## Dílo
V roce 1850 byl jmenován redaktorem časopisu Zemský vládní časopis dle království Uherského. Ten psal v ruštině a vydával jej v Budapešti. V roce 1855 se v domě Adolfa Dobrjanského, společně s dalšími rusíny, dohodli na vytvoření časopisu Církevní noviny, ty publikovali články z ruských náboženských časopisů a články Jakova Holovackého a Alexandera Duchnoviče. 19. května 1858 byl časopis úřady zakázán, Ioann přestal používat ruštinu a přešel na jazyk jazyčije. Úřady mu povolili vydat dalších deset čísel než byly definitivně zakázány.
Po roce 1860 psal články do novin Svět, Nový Svět, Sova, Východ a také do ruského Zpravodaje západního Ruska. Také napsal lingvistické dílo v maďarštině, a to Ruská gramatika a také učebnici Aritmetika. V roce 1866 byl spoluzakladatelem spolku sv. Vasilije Velikého a v roce 1867 se stal jeho místopředsedou.